# Nati nel 1977/Maggio
| Questa pagina contiene informazioni ricavate automaticamente dalle voci biografiche con l'ausilio del template Bio e di un bot. L'aggiornamento è periodico e automatico e ricostruisce completamente la pagina. Se manca una persona in questa lista, sei pregato di non aggiungerla, ma accertati piuttosto che la sua voce biografica contenga il template Bio e che i dati anagrafici siano correttamente compilati. Se il template Bio manca, inseriscilo tu stesso o, in alternativa, metti l'avviso {{tmp\|Bio}} che ne segnala la mancanza. Se i dati riportati sono sbagliati, correggi direttamente la voce biografica; le modifiche saranno visibili in questa lista entro pochi giorni. Per chiarimenti vedi il progetto biografie. La lista contiene solo le 368 persone che sono citate nell'enciclopedia e per le quali è stato implementato correttamente il template Bio. Pagina aggiornata al 18 ago 2025. |

- 1º maggio - Jaenal Ichwan, ex calciatore indonesiano
- 1º maggio - Jean-Michel Lesage, ex calciatore francese
- 1º maggio - Vera Lischka, ex nuotatrice austriaca
- 1º maggio - Diógenes Luna, ex pugile cubano
- 1º maggio - Gabe Serbian, batterista, chitarrista e cantante statunitense († 2022)
- 1º maggio - Aurtis Whitley, ex calciatore trinidadiano
- 1º maggio - Daniel Xhafaj, ex calciatore albanese
- 2 maggio - Brian Cardinal, ex cestista statunitense
- 2 maggio - Chen Chien-Chou, conduttore televisivo e cestista taiwanese
- 2 maggio - Alessandro D'Avenia, scrittore, insegnante e sceneggiatore italiano
- 2 maggio - Yusif Eyvazov, tenore azero
- 2 maggio - Jan Fitschen, ex mezzofondista tedesco
- 2 maggio - Martín García, ex tennista argentino
- 2 maggio - Renate Gebhard, politica italiana
- 2 maggio - Andrea Montemurro, dirigente sportivo e scrittore italiano
- 2 maggio - Antonia Moraiti, pallanuotista greca
- 2 maggio - Farouk Ramadhan Mzee, ex calciatore tanzaniano
- 2 maggio - Katie Noonan, cantautrice australiana
- 2 maggio - Jenna von Oÿ, attrice e cantante statunitense
- 2 maggio - Kalle Palander, ex sciatore alpino finlandese
- 3 maggio - Alessandro Battilocchio, politico italiano
- 3 maggio - Eric Church, cantautore statunitense
- 3 maggio - Maria Magdalena Dumitrache, ex canottiera rumena
- 3 maggio - Ömer Erdoğan, allenatore di calcio e ex calciatore tedesco
- 3 maggio - Giuseppe Gagliardi, regista e sceneggiatore italiano
- 3 maggio - Jeffrey Garcia, doppiatore e cabarettista statunitense
- 3 maggio - Kellie Harper, ex cestista e allenatrice di pallacanestro statunitense
- 3 maggio - Tyronn Lue, allenatore di pallacanestro e ex cestista statunitense
- 3 maggio - Hiro Mashima, fumettista giapponese
- 3 maggio - Roberta Meneghel, ex cestista e dirigente sportiva italiana
- 3 maggio - Gianella Neyra, attrice peruviana
- 3 maggio - Susan O'Connor, giocatrice di curling canadese
- 3 maggio - Ben Olsen, allenatore di calcio e ex calciatore statunitense
- 3 maggio - Gennaro Scarlato, allenatore di calcio e ex calciatore italiano
- 3 maggio - Simon Tatham, programmatore inglese
- 3 maggio - Nicola Thost, ex snowboarder tedesca
- 3 maggio - Noel Valladares, ex calciatore honduregno
- 4 maggio - Noriko Baba, ex calciatrice giapponese
- 4 maggio - Victoria Bergsman, cantautrice e musicista svedese
- 4 maggio - Christophe Brandt, dirigente sportivo e ex ciclista su strada belga
- 4 maggio - Nestoras Kommatos, ex cestista greco
- 4 maggio - Lívia Libičová, ex cestista slovacca
- 4 maggio - Emily Perkins, attrice canadese
- 4 maggio - Mariano Pernía, ex calciatore argentino
- 4 maggio - Toby Schmitz, attore australiano
- 4 maggio - Zsuzsanna Vörös, pentatleta ungherese
- 4 maggio - Piotr Włodarczyk, ex calciatore polacco
- 4 maggio - Adam Wright, pallanuotista statunitense
- 5 maggio - Dmitrij Bykov, hockeista su ghiaccio russo
- 5 maggio - Choi Kang-hee, attrice e conduttrice radiofonica sudcoreana
- 5 maggio - Virginie Efira, attrice e conduttrice televisiva belga
- 5 maggio - Branko Jelić, ex calciatore serbo
- 5 maggio - Gianbattista La Rocca, dirigente d'azienda italiano
- 5 maggio - Shaka Massey, ex cestista statunitense
- 5 maggio - Makaya Nsilulu, ex calciatore della Repubblica Democratica del Congo
- 5 maggio - Jessica Schwarz, attrice tedesca
- 5 maggio - Dimităr Telkijski, ex calciatore bulgaro
- 5 maggio - Goce Toleski, ex calciatore macedone
- 6 maggio - Abdullah Al-Falasi, ex calciatore emiratino
- 6 maggio - Mattia Biso, dirigente sportivo, allenatore di calcio e ex calciatore italiano
- 6 maggio - Andreas Caminada, cuoco e imprenditore svizzero
- 6 maggio - Paolo Civati, regista, sceneggiatore e attore italiano
- 6 maggio - Jon Conway, allenatore di calcio e ex calciatore statunitense
- 6 maggio - Mark Eaton, ex hockeista su ghiaccio statunitense
- 6 maggio - Wilson Escalante, allenatore di calcio e ex calciatore boliviano
- 6 maggio - Tessa Gelisio, conduttrice televisiva, autrice televisiva e blogger italiana
- 6 maggio - Sean Hardman, ex rugbista a 15 australiano
- 6 maggio - Nozomi Hiroyama, ex calciatore giapponese
- 6 maggio - Jorginho, ex calciatore brasiliano
- 6 maggio - Chantelle Michell, tuffatrice australiana
- 6 maggio - Nilson Araújo da Silva, ex giocatore di calcio a 5 brasiliano
- 6 maggio - André Sá, ex tennista brasiliano
- 6 maggio - Shannon Shakespeare, ex nuotatrice canadese
- 7 maggio - Sebastian Colțescu, arbitro di calcio rumeno
- 7 maggio - László Éger, ex calciatore ungherese
- 7 maggio - Elton Flatley, ex rugbista a 15 australiano
- 7 maggio - Vladimir Ivić, allenatore di calcio e ex calciatore serbo
- 7 maggio - Marko Milič, ex cestista e allenatore di pallacanestro sloveno
- 7 maggio - Mélanie Moumas, schermitrice francese
- 7 maggio - Kanako Nishi, scrittrice giapponese
- 7 maggio - Grégory Paisley, ex calciatore francese
- 7 maggio - Petr Papoušek, allenatore di calcio e calciatore ceco
- 7 maggio - Łukasz Sosin, ex calciatore polacco
- 7 maggio - Chiaki Takahashi, doppiatrice, cantante e modella giapponese
- 7 maggio - Roman Týce, ex calciatore ceco
- 8 maggio - Giuseppe Biava, allenatore di calcio, dirigente sportivo e ex calciatore italiano
- 8 maggio - Joe Bonamassa, chitarrista e cantautore statunitense
- 8 maggio - Jim Brennan, allenatore di calcio e ex calciatore canadese
- 8 maggio - Mira Fornay, regista e sceneggiatrice slovacca
- 8 maggio - Pramila Ganapathy, ex multiplista indiana
- 8 maggio - Iva Kubelková, modella, conduttrice televisiva e attrice ceca
- 8 maggio - Aníbal Matellán, ex calciatore argentino
- 8 maggio - Theodōros Papaloukas, ex cestista greco
- 8 maggio - George Reese, ex cestista statunitense
- 8 maggio - Nathalie Robert, ex sciatrice alpina francese
- 8 maggio - Juan Ignacio Sánchez, ex cestista argentino
- 9 maggio - Averno, wrestler messicano
- 9 maggio - Mauro Gerk, allenatore di calcio e ex calciatore argentino
- 9 maggio - Manuela Grillo, ex velocista italiana
- 9 maggio - Marek Jankulovski, dirigente sportivo e ex calciatore ceco
- 9 maggio - Keak da Sneak, rapper statunitense
- 9 maggio - Iñigo Landaluze, ex ciclista su strada spagnolo
- 9 maggio - Paul Lynch, scrittore irlandese
- 9 maggio - Alessandro Morelli, giornalista e politico italiano
- 9 maggio - Tami Neilson, cantautrice e musicista canadese
- 9 maggio - Markus Oscarsson, canoista svedese
- 9 maggio - Karl Thaning, attore e nuotatore sudafricano
- 9 maggio - Svein Tuft, ex ciclista su strada canadese
- 10 maggio - Amanda Borden, ex ginnasta statunitense
- 10 maggio - Henri Camara, ex calciatore senegalese
- 10 maggio - Brahima Cissé, ex calciatore burkinabé
- 10 maggio - Nick Heidfeld, ex pilota automobilistico tedesco
- 10 maggio - Denise Ho, cantante, attrice e attivista hongkonghese
- 10 maggio - Anna Kareeva, ex pallamanista russa
- 10 maggio - Todd Lowe, attore statunitense
- 10 maggio - Anna Maxwell Martin, attrice britannica
- 10 maggio - Norris McCleary, ex giocatore di football americano statunitense
- 10 maggio - Sergej Nakarjakov, trombettista russo
- 10 maggio - Tosawi Piovani, doppiatrice italiana
- 10 maggio - Hugo Silva, attore spagnolo
- 10 maggio - Sue Tonise, calciatore samoano americano
- 10 maggio - Michele Van Gorp, ex cestista, allenatrice di pallacanestro e dirigente sportiva statunitense
- 11 maggio - Janne Ahonen, ex saltatore con gli sci finlandese
- 11 maggio - Andrew Betts, ex cestista britannico
- 11 maggio - Nikolaj Bol'šakov, ex fondista russo
- 11 maggio - Caimin Douglas, ex velocista olandese
- 11 maggio - Pablo García, allenatore di calcio e ex calciatore uruguaiano
- 11 maggio - Armel Le Cléac'h, navigatore francese
- 11 maggio - Marcos Paulo Alves, ex calciatore brasiliano
- 11 maggio - Victor Matfield, ex rugbista a 15 sudafricano
- 11 maggio - Jiří Popelka, pallavolista ceco
- 11 maggio - Nathalie Pâque, cantante, attrice e regista teatrale belga
- 11 maggio - Steven So'oialo, rugbista a 15 samoano
- 11 maggio - Lorenzo Tamburini, truccatore italiano
- 11 maggio - Emanuele Upini, vignettista e scrittore italiano
- 12 maggio - Jeffrey Aubynn, allenatore di calcio e ex calciatore svedese
- 12 maggio - María José Besora, modella spagnola
- 12 maggio - Louis-Ronan Choisy, cantante francese
- 12 maggio - Graeme Dott, giocatore di snooker scozzese
- 12 maggio - Bryce Fisher, ex giocatore di football americano statunitense
- 12 maggio - Rebecca Herbst, attrice statunitense
- 12 maggio - Michael Jelenic, animatore, sceneggiatore e produttore televisivo statunitense
- 12 maggio - Rossella Lopes, ex pallamanista italiana
- 12 maggio - David Micó, pilota motociclistico spagnolo
- 12 maggio - Maryam Mirzakhani, matematica iraniana († 2017)
- 12 maggio - Regina Orioli, attrice italiana
- 12 maggio - Hilal Saeed, calciatore emiratino
- 12 maggio - Martin Skogman, allenatore di calcio svedese
- 12 maggio - William Sunsing, ex calciatore costaricano
- 12 maggio - Rachel Wilson, attrice canadese
- 12 maggio - Monique de Bruin, ex schermitrice statunitense
- 13 maggio - Tom Cotton, politico e avvocato statunitense
- 13 maggio - Mario Desiati, scrittore, poeta e giornalista italiano
- 13 maggio - Esteban González, ex giocatore di calcio a 5 argentino
- 13 maggio - Robby Hammock, ex giocatore di baseball e allenatore di baseball statunitense
- 13 maggio - Martin Helfer, ex hockeista su ghiaccio italiano
- 13 maggio - Neil Hopkins, attore statunitense
- 13 maggio - Luka Juri, geografo e politico sloveno
- 13 maggio - Anikó Kálovics, mezzofondista e maratoneta ungherese
- 13 maggio - Sandra Le Dréan, ex cestista francese
- 13 maggio - Fabian McCarthy, ex calciatore sudafricano
- 13 maggio - Samantha Morton, attrice britannica
- 13 maggio - Pedro Portocarrero, ex calciatore colombiano
- 13 maggio - Christopher Ralph, attore canadese
- 13 maggio - Nicola Samorì, artista italiano
- 13 maggio - Tarik Sektioui, allenatore di calcio e ex calciatore marocchino
- 13 maggio - Pusha T, rapper statunitense
- 13 maggio - Jonathan Vidallé, ex calciatore argentino
- 13 maggio - Ilse DeLange, cantante olandese
- 14 maggio - Anca Barna, ex tennista tedesca
- 14 maggio - Claude Crétier, allenatore di sci alpino e ex sciatore alpino francese
- 14 maggio - Roy Halladay, giocatore di baseball statunitense († 2017)
- 14 maggio - Jayna Hefford, hockeista su ghiaccio canadese
- 14 maggio - Jacky Ido, attore francese
- 14 maggio - Jacopo Morini, artista e personaggio televisivo italiano
- 14 maggio - Brian Priske, allenatore di calcio e ex calciatore danese
- 15 maggio - Gabriella Di Girolamo, politica italiana
- 15 maggio - Oliver Drachta, arbitro di calcio austriaco
- 15 maggio - Linda Eglīte, ex cestista lettone
- 15 maggio - Aydın Polatçı, ex lottatore turco
- 15 maggio - Nate Tibbetts, allenatore di pallacanestro statunitense
- 16 maggio - Ronny Ackermann, ex combinatista nordico tedesco
- 16 maggio - Teresita Bramante, skeletonista, sollevatrice e ex bobbista italiana
- 16 maggio - Roberto Cocco, pugile e kickboxer italiano
- 16 maggio - Lynn Collins, attrice statunitense
- 16 maggio - A.J. Feeley, ex giocatore di football americano statunitense
- 16 maggio - Jean-Sébastien Giguère, ex hockeista su ghiaccio canadese
- 16 maggio - Asami Imai, doppiatrice giapponese
- 16 maggio - Melanie Lynskey, attrice neozelandese
- 16 maggio - Fernando Silva, ex calciatore spagnolo
- 16 maggio - Emilíana Torrini, cantautrice islandese
- 16 maggio - Dolcenera, cantautrice e polistrumentista italiana
- 16 maggio - Milivoje Vitakić, ex calciatore serbo
- 16 maggio - David Waterman, ex calciatore nordirlandese
- 16 maggio - Ján Šlahor, ex calciatore slovacco
- 17 maggio - Zsolt Gáspár, ex nuotatore ungherese
- 17 maggio - Eng Hian, ex giocatore di badminton indonesiano
- 17 maggio - India, ex attrice pornografica e cantante statunitense
- 17 maggio - Daniele Maggioli, cantautore italiano
- 17 maggio - Kentarō Minagawa, ex sciatore alpino giapponese
- 17 maggio - Giacomo Paniccia, ex calciatore italiano
- 17 maggio - Stephen Payton, ex atleta paralimpico britannico
- 17 maggio - Pablo Prigioni, allenatore di pallacanestro e ex cestista argentino
- 17 maggio - Anders Södergren, fondista svedese
- 17 maggio - Juan Velasco Damas, allenatore di calcio e ex calciatore spagnolo
- 17 maggio - Flavia Vento, showgirl e ex modella italiana
- 17 maggio - Jaguar Wright, cantante statunitense
- 18 maggio - Gianni Comandini, ex calciatore italiano
- 18 maggio - Richard Hastings, ex calciatore canadese
- 18 maggio - Lee Hendrie, ex calciatore inglese
- 18 maggio - Danny Mills, ex calciatore inglese
- 18 maggio - Brooke Reves, ex cestista statunitense
- 18 maggio - Victoria Sandell Svensson, ex calciatrice svedese
- 18 maggio - Bjarne Solbakken, ex sciatore alpino norvegese
- 19 maggio - Larry Abney, ex cestista e allenatore di pallacanestro statunitense
- 19 maggio - Ghazi Al Kuwari, ex calciatore bahreinita
- 19 maggio - Manuel Almunia, ex calciatore spagnolo
- 19 maggio - Katarina Breznik, ex sciatrice alpina slovena
- 19 maggio - Claire Carver-Dias, nuotatrice artistica canadese
- 19 maggio - David Horejš, allenatore di calcio e ex calciatore ceco
- 19 maggio - Diego Maggi, tastierista, arrangiatore e compositore italiano
- 19 maggio - Andrea Malabaila, scrittore italiano
- 19 maggio - Natalia Oreiro, attrice e cantante uruguaiana
- 19 maggio - Rodrigo Petillo, ex giocatore di calcio a 5 argentino
- 19 maggio - Fernando Sosa, ballerino uruguaiano
- 19 maggio - Mariano Trujillo, ex calciatore messicano
- 20 maggio - Paweł Baraszkiewicz, canoista polacco
- 20 maggio - René Benko, imprenditore austriaco
- 20 maggio - Francesca Bielli, doppiatrice, attrice e direttrice del doppiaggio italiana
- 20 maggio - Najeh Braham, ex calciatore tunisino
- 20 maggio - Matt Czuchry, attore statunitense
- 20 maggio - Leo Franco, allenatore di calcio, dirigente sportivo e ex calciatore argentino
- 20 maggio - Angela Goethals, attrice statunitense
- 20 maggio - Raffaele de Gregorio, ex calciatore neozelandese
- 20 maggio - Nedžad Gušić, ex cestista bosniaco
- 20 maggio - Marcel Kars, hockeista su ghiaccio canadese
- 20 maggio - Alessandro Leogrande, scrittore e giornalista italiano († 2017)
- 20 maggio - Miriam Leonard, grecista britannica
- 20 maggio - Stirling Mortlock, ex rugbista a 15 australiano
- 20 maggio - Chad Muska, skater statunitense
- 20 maggio - Serghei Rogaciov, allenatore di calcio e ex calciatore moldavo
- 20 maggio - Sanna Stén, canottiera finlandese
- 20 maggio - Raman Trapačkin, ex calciatore bielorusso
- 20 maggio - Giusy Versace, atleta paralimpica, conduttrice televisiva e politica italiana
- 21 maggio - Paloma Duarte, attrice brasiliana
- 21 maggio - Quinton Fortune, allenatore di calcio e ex calciatore sudafricano
- 21 maggio - Trond Fredriksen, allenatore di calcio e ex calciatore norvegese
- 21 maggio - Damián Kirkaldy, ex cestista panamense
- 21 maggio - Mbomboko Ngoy, calciatore della Repubblica Democratica del Congo († 2024)
- 21 maggio - Mikael Östberg, ex fondista svedese
- 21 maggio - Giovanni Paglia, politico italiano
- 21 maggio - Lukáš Pleško, ex calciatore ceco
- 21 maggio - Kimberly Pressler, modella statunitense
- 21 maggio - Georges Ravignia, ex calciatore seychellese
- 21 maggio - Ana Revenco, politica moldava
- 21 maggio - Verna Rose, calciatore seychellese
- 21 maggio - Massimiliano Scaglia, dirigente sportivo e ex calciatore italiano
- 21 maggio - Ricky Williams, ex giocatore di football americano statunitense
- 22 maggio - A-1, wrestler canadese
- 22 maggio - Fouzi El Brazi, ex calciatore marocchino
- 22 maggio - Piero Lacorazza, politico italiano
- 22 maggio - Daisuke Nakaharai, ex calciatore giapponese
- 22 maggio - Jean-Christophe Péraud, ex ciclista su strada e mountain biker francese
- 22 maggio - Alessandro Roberto, allenatore di sci alpino e ex sciatore alpino italiano
- 22 maggio - Neige Sinno, scrittrice, traduttrice e critica letteraria francese
- 22 maggio - Katrina Webb, ex atleta paralimpica australiana
- 23 maggio - Luca Attanasio, diplomatico italiano († 2021)
- 23 maggio - Richard Ayoade, attore, regista e comico britannico
- 23 maggio - Kjetil Byfuglien, calciatore norvegese
- 23 maggio - Tomás Gil, dirigente sportivo, ex ciclista su strada e pistard venezuelano
- 23 maggio - Bakari Hendrix, ex cestista statunitense
- 23 maggio - Tomoyuki Hirase, ex calciatore giapponese
- 23 maggio - Karin Huttary, ex sciatrice alpina e sciatrice freestyle svedese
- 23 maggio - Lisa Joy, regista, sceneggiatrice e produttrice televisiva statunitense
- 23 maggio - Annabel Kosten, ex nuotatrice olandese
- 23 maggio - Il'ja Kulik, ex pattinatore artistico su ghiaccio russo
- 23 maggio - Sergio Mur, attore spagnolo
- 23 maggio - Angelo Pastore, sceneggiatore e autore televisivo italiano
- 23 maggio - Evgenij Rodionov, militare russo († 1996)
- 23 maggio - Thierry Rupert, cestista francese († 2013)
- 23 maggio - Sergio Fernández González, ex calciatore spagnolo
- 23 maggio - Ek'a T'q'eshelashvili, avvocato e politica georgiana
- 23 maggio - Heather Wahlquist, attrice e sceneggiatrice statunitense
- 24 maggio - Jo Joyner, attrice, modella e doppiatrice canadese
- 24 maggio - Liran Liany, arbitro di calcio israeliano
- 24 maggio - Eduardo Lorente, nuotatore spagnolo
- 24 maggio - Lü Gang, ex calciatore cinese
- 24 maggio - Vladimír Országh, ex hockeista su ghiaccio slovacco
- 24 maggio - Cinzia Ragusa, ex pallanuotista italiana
- 24 maggio - César Ramírez, ex calciatore paraguaiano
- 24 maggio - Jeroen Rijsdijk, allenatore di calcio, dirigente sportivo e ex calciatore olandese
- 24 maggio - Marc Silver, regista, direttore della fotografia e sceneggiatore britannico
- 24 maggio - Tamarine Tanasugarn, militare e ex tennista thailandese
- 24 maggio - Ivo Zbožínek, ex calciatore ceco
- 25 maggio - Cristina Cassar Scalia, scrittrice italiana
- 25 maggio - Luigi Cecchi, sceneggiatore e fumettista italiano
- 25 maggio - Virginie De Carne, ex pallavolista belga
- 25 maggio - Alberto Del Rio, wrestler e ex artista marziale misto messicano
- 25 maggio - Cosimo Gallotta, pallavolista italiano
- 25 maggio - Kim Kyung-ah, tennistavolista sudcoreana
- 25 maggio - Ben MacDougall, rugbista a 13 e rugbista a 15 australiano
- 25 maggio - Jimmy Marlu, ex rugbista a 15 francese
- 25 maggio - Marco Siclari, politico italiano
- 25 maggio - Yang Hyun-jung, ex calciatore sudcoreano
- 25 maggio - Zhang Yuning, ex calciatore cinese
- 26 maggio - Alexandre José Oliveira, ex calciatore brasiliano
- 26 maggio - Nikos Chatzīvrettas, ex cestista greco
- 26 maggio - Ben Curtis, golfista statunitense
- 26 maggio - Marc Dos Santos, allenatore di calcio canadese
- 26 maggio - Nicola Franceschina, ex pattinatore di short track italiano
- 26 maggio - Goçguly Goçgulyýew, calciatore turkmeno
- 26 maggio - Eirik Hoseth, ex calciatore norvegese
- 26 maggio - Mark Hunter, cantante e musicista statunitense
- 26 maggio - Misaki Itō, attrice e modella giapponese
- 26 maggio - Marco Marchetti, politico italiano
- 26 maggio - Chrysostomos Michaīl, allenatore di calcio e ex calciatore cipriota
- 26 maggio - Michal Riszdorfer, canoista slovacco
- 26 maggio - Tara Snyder, ex tennista statunitense
- 26 maggio - Luca Toni, ex calciatore italiano
- 27 maggio - Leonardo Giordani, ex ciclista su strada italiano
- 27 maggio - Abderrahmane Hammad, ex altista e dirigente sportivo algerino
- 27 maggio - Shanola Hampton, attrice statunitense
- 27 maggio - Arthur Lee, ex cestista statunitense
- 27 maggio - Ol'ga Lobynceva, schermitrice russa
- 27 maggio - Patric Lochi, ex hockeista su ghiaccio italiano
- 27 maggio - Atsushi Yanagisawa, ex calciatore giapponese
- 27 maggio - Chris le Bihan, bobbista canadese
- 28 maggio - Luca Corona, rugbista a 15 e allenatore di rugby a 15 italiano
- 28 maggio - Elisabeth Hasselbeck, conduttrice televisiva e personaggio televisivo statunitense
- 28 maggio - Annett Gamm, tuffatrice tedesca
- 28 maggio - Alberto Maria Genovese, imprenditore italiano
- 28 maggio - Julius Long, pugile statunitense
- 28 maggio - Osvaldo Lucas, ex calciatore messicano
- 28 maggio - Marika Serafin, pallavolista italiana
- 28 maggio - Jochen Summer, ex ciclista su strada austriaco
- 28 maggio - Ursula Vernon, scrittrice e fumettista statunitense
- 29 maggio - Bardhyl Ajeti, giornalista jugoslavo († 2005)
- 29 maggio - Massimo Ambrosini, dirigente sportivo e ex calciatore italiano
- 29 maggio - Marco Cassetti, ex calciatore italiano
- 29 maggio - Miroslav Drobňák, ex calciatore slovacco
- 29 maggio - Travis Fulton, artista marziale misto e pugile statunitense († 2021)
- 29 maggio - Jurica Golemac, allenatore di pallacanestro e ex cestista sloveno
- 29 maggio - Christina Kalčeva, ex altista bulgara
- 29 maggio - Shaun King, ex giocatore di football americano statunitense
- 29 maggio - António Lebo Lebo, ex calciatore angolano
- 29 maggio - Alberto Miguel, ex cestista spagnolo
- 29 maggio - Masaharu Nishi, ex calciatore giapponese
- 29 maggio - Sayaka Osakabe, attivista giapponese
- 30 maggio - Akwá, ex calciatore angolano
- 30 maggio - Ivan Bebek, arbitro di calcio croato
- 30 maggio - Cristian Bucchi, allenatore di calcio e ex calciatore italiano
- 30 maggio - Vasil Evtimov, allenatore di pallacanestro e ex cestista bulgaro
- 30 maggio - Leonardo Medina, ex calciatore uruguaiano
- 30 maggio - Joseph Musonda, allenatore di calcio e ex calciatore zambiano
- 30 maggio - Mark Nicholls, allenatore di calcio e ex calciatore inglese
- 30 maggio - Nathan Robertson, ex giocatore di badminton britannico
- 30 maggio - Rachael Stirling, attrice britannica
- 30 maggio - Federico Vilar, ex calciatore argentino
- 30 maggio - Grégoire Yachvili, ex rugbista a 15 e allenatore di rugby a 15 francese
- 31 maggio - Domenico Fioravanti, ex nuotatore italiano
- 31 maggio - Nicola Formichetti, stilista e direttore artistico italiano
- 31 maggio - Katrín Jónsdóttir, ex calciatrice islandese
- 31 maggio - James Matola, ex calciatore zimbabwese
- 31 maggio - Erica Mazzetti, politica italiana
- 31 maggio - Eric Christian Olsen, attore statunitense
- 31 maggio - Joachim Olsen, ex pesista, ex discobolo e politico danese
- 31 maggio - Moses Sichone, allenatore di calcio e ex calciatore zambiano
- 31 maggio - Petr Tenkrát, hockeista su ghiaccio ceco